# Lillkågeträsket
Lillkågeträsket är en sjö i Skellefteå kommun i Västerbotten och ingår i Kågeälvens huvudavrinningsområde. Sjön har en area på 0,893 kvadratkilometer och ligger 163 meter över havet. Vid provfiske har abborre, gers, gädda och mört fångats i sjön.

## Delavrinningsområde
Lillkågeträsket ingår i det delavrinningsområde (721754-172987) som SMHI kallar för Mynnar i Kågeälven. Medelhöjden är 188 meter över havet och ytan är 16,18 kvadratkilometer. Det finns inga avrinningsområden uppströms utan avrinningsområdet är högsta punkten. Vattendraget som avvattnar avrinningsområdet har biflödesordning 2, vilket innebär att vattnet flödar genom totalt 2 vattendrag innan det når havet efter 44 kilometer. Avrinningsområdet består mestadels av skog (61 procent) och jordbruk (13 procent). Avrinningsområdet har 0,89 kvadratkilometer vattenytor vilket ger det en sjöprocent på 5,5 procent.